# Ферерас, Франсиско
 Франсиско Ферерас, прозвище Пипин (18 января 1962, Матансас, Куба) — кубинский фридайвер, известный своими многочисленными мировыми рекордами. Состоял в браке с Одри Местре.

## Биография
Родившись на северном побережье Кубы, он начал нырять уже в 5 лет, а его прозвище «Пипин», появившееся в детстве, осталось с ним и сейчас. Спустя годы он добавил к нему фамилию Ferreras, что в переводе с испанского означает «железный человек».
О его жизни до начала занятий фридайвингом известно немногое. С конца 80-х годов и позже он сделал себе имя в дисциплине фридайвинга называемой «No-Limits», установив первый мировой рекорд, погрузившись на 112 метров в ноябре 1989 года. Некоторое время спустя он переезжает в Италию, а уже оттуда уезжает во Флориду. В 90-е годы он устанавливает большое количество мировых рекордов, часто не намного превосходящих достижения другого известного дайвера — Умберто Пелиццари. В этот период зафиксированная максимальная глубина погружения Пипина составила 162 метра (в январе 2000 г.), что на 12 метров глубже последнего рекорда Пелиццари.
Тема соперничества Пипина и Пелиццари отражена в фильме «Человек океана - Экстремальное Погружение» («Ocean Men: Extreme Dive»), режиссёром которого выступил известный подводный фотограф Боб Талбот. В эпизоде появляется Одри Местре. На русский язык фильм не переводился.
В 1996 году Ферерас основывает Интернациональную ассоциацию фридайверов (IAFD), которая является оппозиционной по отношению к уже существовавшему объединению AIDA International, но не добившись успеха закрывает её в 2004 году. Все рекорды в этот период совершены по правилам и контролем этой организации. Это является причиной того что они не признаются самой AIDA и отдельными дайверами.
В настоящее время Пипин занимает должность директора по развитию обучающих программ и разработке новых продуктов в компании «The Deep Quest Institute and Persistent».
На левой ноге Пипин имеет татуировку с акулой и девушкой, символически обозначающую его самого и Одри.

## Достижения
| Метры    | Дата       |
| 67 м.    | 1987       |
| 69 м.    | 1988       |
| 102.7 м. | 1991       |
| 130.5 м. | 1996       |
| 162 м.   | 2000       |
| 170 м.   | 12.10.2003 |

## Отношения сОдри Местре
До встречи с Одри в 1996 году Ферерас был уже два раза женат и имел двух дочерей.  В 1999 они поженились и стали вместе устанавливать новые рекорды во фридавинге. При этом Ферерас выступал в роли тренера и организатора погружений. 12 октября 2002 Одри погибает при попытке побить мировой рекорд. На основе этих событий самим Пипином написана в 2004 году автобиографическая книга «The Dive: A Story of Love and Obsession» (ISBN 0-06-056416-4).

## Критика Ферераса
Это событие остро обсуждалось в дайверских кругах и послужило причиной возникновения массы версий и предположений (порой самых неожиданных). В числе моментов, которые могли повлиять на трагический исход, были и такие что в погружении не мог участвовать важный и надежный член команды Пипина — дайвер Седри Даролес (Cedric Darolles), погибший годом ранее при погружении в пещеры. В прежних погружения Пипина и Одри он выполнял роль дайвера поддержки на отметке 120 метров. После его смерти ему так и не была найдена замена.
Крайне сильной критике подвергся сам Ферерас, который являлся организатором всех погружений Одри, в том числе и последнего, завершившегося её смертью. Некоторые явно называют его виновником смерти жены. Например, в 2006 году вышла книга бывшего ближайшего помощника Пипина — Карлоса Серры под названием «The Last Attempt: The true story of freediving champion Audrey Mestre and the mystery of her death». Карлос, как и Пипин, участвовал в организации многих погружений (в первую очередь осуществляя логистическую поддержку), он также был в день гибели Одри на месте погружения. С её выходом обсуждение действий Пипина и критика еще более усилились, потому что Карлос в своей книге возложил вину за гибель Одри непосредственно на Ферераса.

## Мировой рекорд
12 октября 2003, ровно через год после гибели жены, Ферерас в рамках совместного проекта с Кэмероном устанавливает в Кабо-Сан-Лукас новый мировой рекорд (побив свой прежний), во время которого производится подводная видеосъёмка. Новый мировой рекорд —  170 метров. В качестве дайвера поддержки в этом погружении участвует Паскаль Бернабе. Ферерас провел под водой 2 минуты и тридцать девять секунд.
После установления рекорда в 2003 году он прекратил погружения, но есть информация, что в 2011 году Ферерас планировал предпринять очередную попытку увеличения глубины предельного погружения.
14 июня 2007 года в Спеце (Греция) мировой рекорд  был улучшен до 214 метров Гербертом Ницшем.